# Vivian Miranda
Vivian Miranda (Rio de Janeiro, 1986) é doutora em astrofísica pela Universidade de Chicago, e participa de um projeto com a Nasa que desenvolve um satélite avaliado em US$3,5 bilhões (R$13 bilhões). Além disso, Miranda é a primeira transexual a fazer pós-doutorado em astrofísica na Universidade do Arizona. Atualmente, Miranda é professora de física no C.N. Yang Institute for Theoretical Physics, localizado dentro do campus da Stony Brook University. 

## Carreira
Fez graduação e pós-graduação na Universidade Federal do Rio de Janeiro.
Em 2021, Miranda passou em um concurso para dar aulas na Universidade Stony Brook, em Nova York, mas a mesma diz que gostaria de ter retornado ao Brasil. Mas, um dos principais impedimentos, para ela, é o preconceito, que ainda mantém muito homogêneas as instituições de ensino superior brasileiras.

## Prêmios
No seu quinto ano (2014) na Universidade de Chicago, ela ganhou os dois prêmios mais importantes da Universidade na área de exatas: o Nathan Sugarman Award for Excellence in Graduate Student Research e a Schramm Fellowship. Importante ressaltar que não era comum uma única pessoa ganhar os dois prêmios.
Recebeu em 2019 o prêmio Leona Woods que é concedido a cientistas jovens com até sete anos de carreira após o doutorado.